# Gelenau/Erzgeb.
Gelenau/Erzgeb. ist eine Gemeinde im Erzgebirgskreis des Freistaats Sachsen. Die Abkürzung „Erzgeb.“ steht für „Erzgebirge“.

## Geografie

### Ortslage

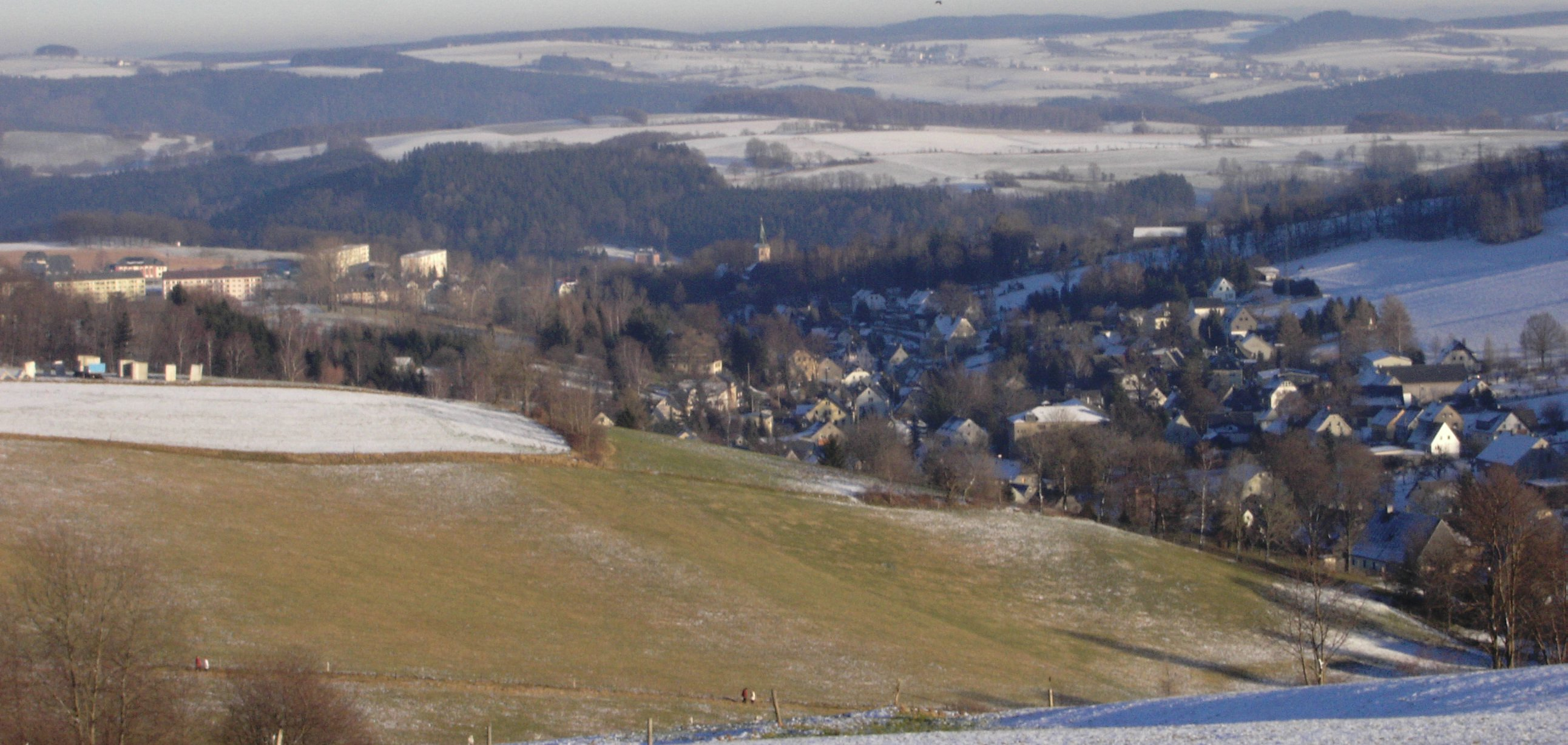
Blick auf Gelenau

Das langgezogene Waldhufendorf liegt in Südwest-Nordost-Richtung im Norden des Erzgebirgskreises. Der tiefste Punkt ist das Tal der Wilisch. Höchster Punkt ist die Auerbacher Höhe mit 640 m. In der nordwestlichen Ortsflur befindet sich an der Grenze zu Kemtau der Kemtauer Felsen (603 m ü. NHN).

### Nachbargemeinden
|           | Burkhardtsdorf                              | Amtsberg |
| Gornsdorf | Kompassrose, die auf Nachbargemeinden zeigt | Drebach  |
| Auerbach  | Thum                                        |          |

## Geschichte

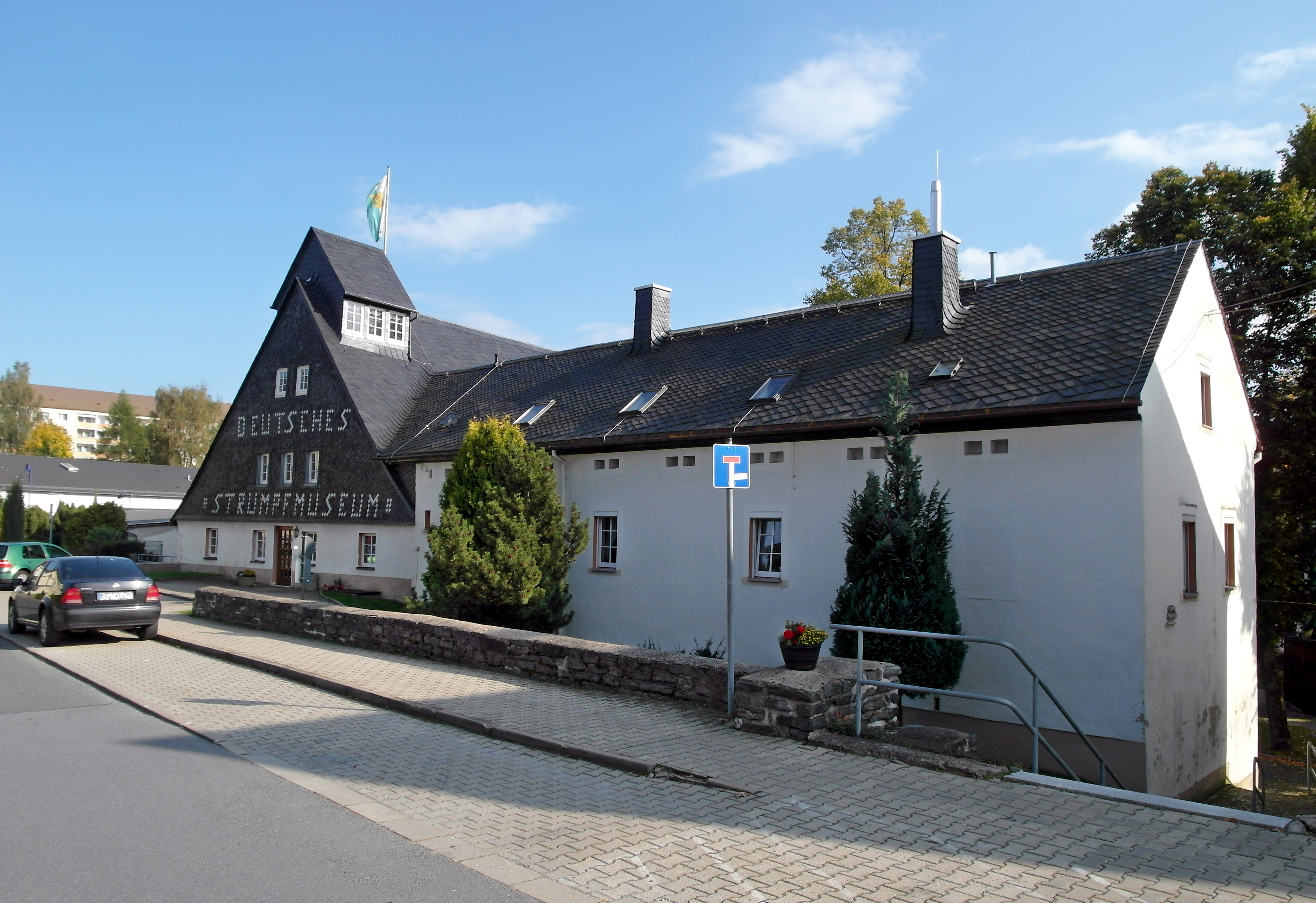
Deutsches Strumpfmuseum Gelenau

### Mittelalter und Frühe Neuzeit
Urkundliche Erwähnung fand der Ort zunächst in Form von Personennamen erstmals 1256, als ein Heinricus de Gelene bezeugt ist, der auf der heute Hofteich oder Hofwall genannten Niederungsburg zu vermuten ist. Als eigenständige Ortsbezeichnung taucht Gelynowe erstmals 1299 auf.
Der Ort stand von Anfang an unter einer herrschaftlichen Zweiteilung. Die nördliche Ortsseite und das Rittergut gehörten zur Herrschaft Waldenburg (später: Amt Wolkenstein), die südliche Ortsseite zur Herrschaft Schellenberg (später: Amt Augustusburg). 1533 kaufte die Familie von Schönberg Ort und Rittergut (bis 1907 im Besitz).

### Textilindustrie
Mit dem Aufkommen der Strumpfwirkerei ab Mitte des 18. Jahrhunderts wurde die bis dahin überwiegend bäuerliche Wirtschaftsstruktur des Ortes stark verändert. Viele Einwohner nahmen die neuen Erwerbsmöglichkeiten wahr. Später wurde durch den Bau einer Spinnerei die Industrialisierung eingeleitet und es entstanden weitere Textilbetriebe im Ort.
Mit dem Zuzug weiterer Arbeiter stieg die Einwohnerzahl während des 19. Jahrhunderts stetig an. Gelenau zählte Anfang des 20. Jahrhunderts zu den größten Dörfern Deutschlands.

### Einwohnerentwicklung
Am 3. Oktober 1990 zählte Gelenau 5783 Einwohner. Folgende Einwohnerzahlen beziehen sich auf den 31. Dezember des voranstehenden Jahres:
| 1993 bis 1997 - 1993 – 5.412 - 1994 – 5.408 - 1995 – 5.382 - 1996 – 5.441 - 1997 – 5.423 | 1998 bis 2002 - 1998 – 5.352 - 1999 – 5.242 - 2000 – 5.144 - 2001 – 5.021 - 2002 – 5.015 | 2003 bis 2007 - 2003 – 4.942 - 2004 – 4.865 - 2005 – 4.776 - 2006 – 4.701 - 2007 – 4.618 | 2008 bis 2012 - 2008 – 4.598 - 2009 – 4.500 - 2010 – 4.453 - 2011 – 4.393 - 2012 – 4.354 | ab 2013 - 2013 – 4.298 |

 Quelle: Statistisches Landesamt des Freistaates Sachsen

## Politik

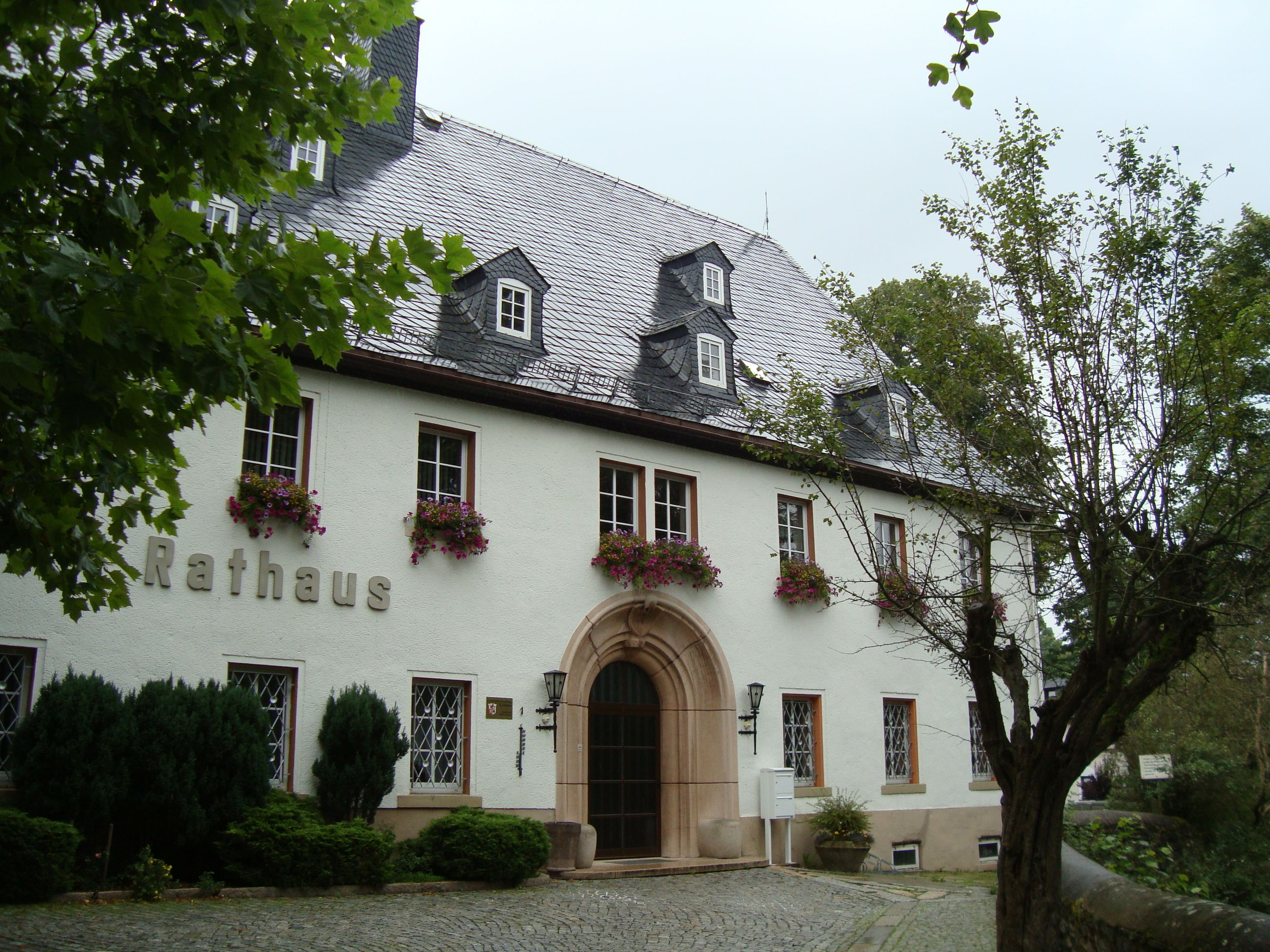
Rathaus

- BSW: 1
- WV G: 1
- VfG: 4
- CDU: 6
- Liste: 4

### Gemeinderat
Die 16 Sitze des Gemeinderates verteilen sich folgendermaßen auf die einzelnen Gruppierungen:
- CDU: 6 Sitze
- Vereine für Gelenau: 4 Sitze
- Liste Gelenau: 4 Sitze
- Wählervereinigung Gelenau: 1 Sitz
- BSW: 1 Sitz

| Liste                         | 2024   | 2024   | 2019   | 2019   | 2014   | 2014   |
| Liste                         | Sitze  | in %   | Sitze  | in %   | Sitze  | in %   |
| ----------------------------- | ------ | ------ | ------ | ------ | ------ | ------ |
| CDU                           | 6      | 35,2   | 7      | 42,7   | 11     | 64,8   |
| Vereine für Gelenau           | 4      | 24,4   | –      | –      | –      | –      |
| Liste Gelenau                 | 4      | 22,3   | 4      | 23,8   | –      | –      |
| BSW                           | 1      | 9,3    | –      | –      | –      | –      |
| Wählervereinigung Gelenau     | 1      | 8,7    | 2      | 10,7   | –      | –      |
| Gewerbetreibenden für Gelenau | –      | –      | 2      | 13,0   | 2      | 13,6   |
| Linke                         | –      | –      | 1      | 9,8    | 2      | 11,0   |
| NPD                           | –      | –      | –      | –      | 1      | 9,2    |
| FDP                           | –      | –      | –      | –      | –      | 1,3    |
| Wahlbeteiligung               | 76,2 % | 76,2 % | 73,1 % | 73,1 % | 59,0 % | 59,0 % |

### Bürgermeister
Seit August 2015 ist Knut Schreiter Bürgermeister, im Juni 2022 wurde er in seinem Amt bestätigt.
| Wahl | Bürgermeister   | Vorschlag | Wahlergebnis (in %) |
| ---- | --------------- | --------- | ------------------- |
| 2022 | Knut Schreiter  | CDU       | 75,8                |
| 2015 | Knut Schreiter  | CDU       | 55,4                |
| 2008 | Reinhard Penzis | CDU       | 99,6                |
| 2001 | Reinhard Penzis | CDU       | 82,6                |
| 1994 | Erhard Berger   | CDU       | 74,7                |

### Wappen
| | Blasonierung: „Geteilt und halbgespalten; oben in Silber ein wachsender roter Löwe; vorn unten in Rot zwei schräggekreuzte goldene Garnspulen; hinten unten in Gold eine rote Pflugschar.“ |
| Wappenbegründung: Das Wappen verbindet Historie und wirtschaftliche Stellung der Gemeinde. Der Löwe im oberen Teil des Wappens rührt aus dem Wappen der Adelsfamilie von Schönberg, welche die Geschichte der Gemeinde maßgeblich mitbestimmte. Während die gekreuzten Spulen die ortsansässige Textilindustrie versinnbildlichen, ist die Pflugschar ein Zeichen für die Landwirtschaft des Ortes. Das Wappen wurde der Gemeinde bereits 1939 durch den Reichsstatthalter verliehen. | |

### Flagge
Die Flagge der Gemeinde Gelenau/Erzgeb. ist gelb - rot (1:1) gestreift und mittig mit dem Gemeindewappen belegt.

### Gemeindepartnerschaften
Seit 1990 besteht eine Partnerschaft mit der niedersächsischen Gemeinde Hasbergen. Zur dänischen Gemeinde Skørping (seit 2007 Teil der Gemeinde Rebild) wurden 1996 Partnerschaftsbeziehungen aufgenommen. 1999 kam die tschechische Gemeinde Nové Sedlo, 2000 Nagyhegyes in Ungarn und 2001 Parry Sound in Kanada dazu.

## Kultur und Sehenswürdigkeiten
- siehe auch: Liste der Kulturdenkmale in Gelenau/Erzgeb.

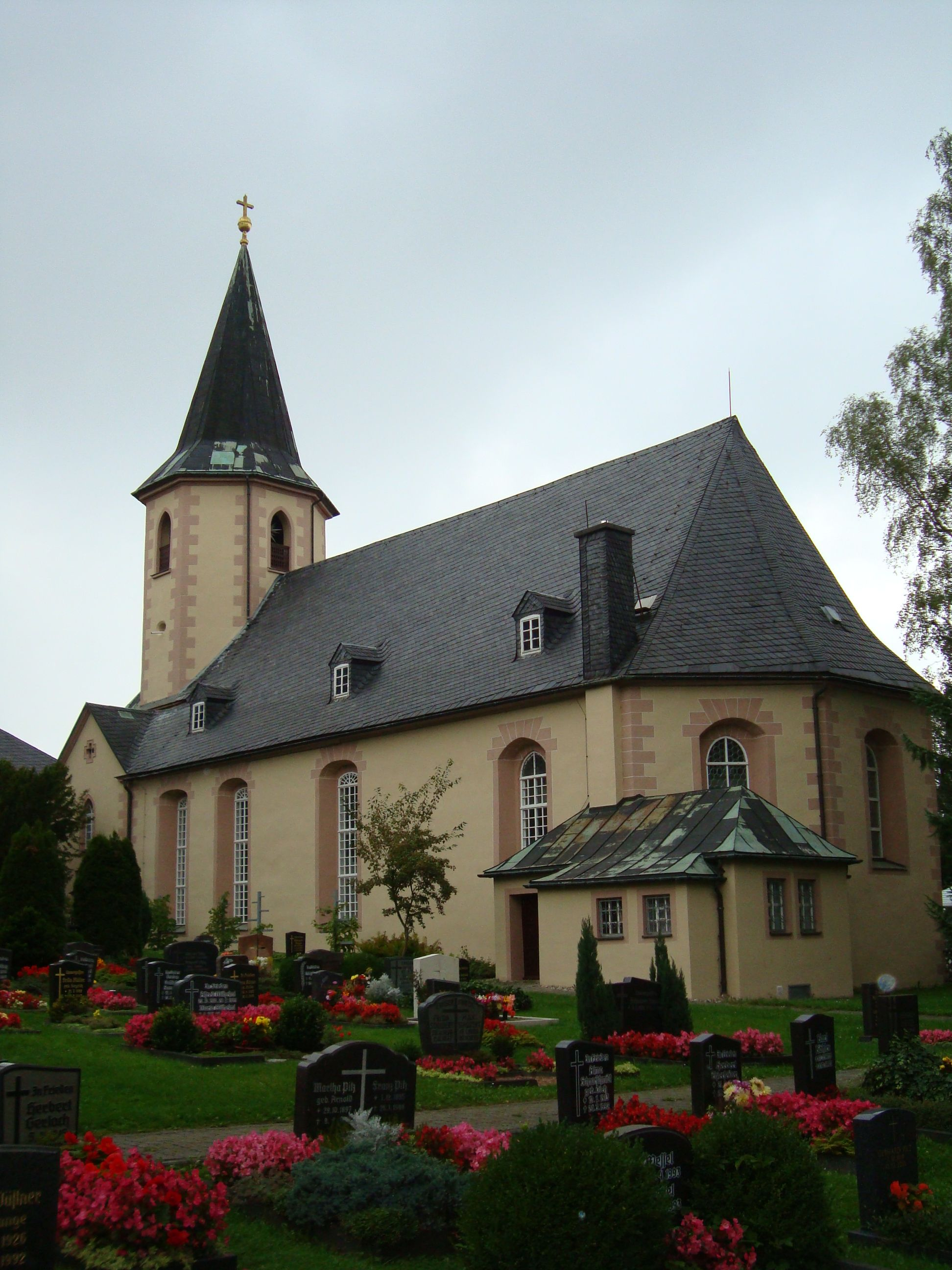
Die 1580–1581 erbaute Kirche von Gelenau

### Bauwerke
- Rathaus (ehemaliges Rittergut)
- Wasserburg Hofteich
- Aussichtsturm nahe dem Sportareal Erzgebirgsblick[5]
- der größte Schwibbogen der Welt am Depot Pohl Ströher[6][7]

### Naturschutz
- Siehe auch: Liste der Naturdenkmale in Gelenau/Erzgeb.

### Gedenkstätten
- Das Feuerwehrdenkmal erinnert an fünf Feuerwehrleute, die beim Hochwassereinsatz am 9. Juni 1882 ums Leben kamen. Insgesamt starben bei dem Unwetter in Gelenau zehn Menschen.
- Ein Kriegerdenkmal im Pfarrgarten erinnert an die Gefallenen des Deutsch-Französischen Krieges 1870/71.[8]
- Ebenfalls im Pfarrgarten befindet sich das Kriegerdenkmal für die Gefallenen des Ersten und Zweiten Weltkrieges. Die stehende Figur des um den gefallenen Kameraden trauernden Soldaten musste 1947 auf Anordnung der kommunistischen Machthaber entfernt werden und wurde anschließend im Boden vergraben. Erst 1991 erfolgte die Wiederaufstellung.[9][10]
- In der Nähe des Kinos befindet sich ein Ehrenhain für die Opfer des Faschismus, darin ein Gedenkstein zur Erinnerung an den Kommunisten Ernst Grohmann und den Sozialdemokraten Emil Oettel, die an den im NS-Regime erlittenen Misshandlungen verstarben.

### Museen

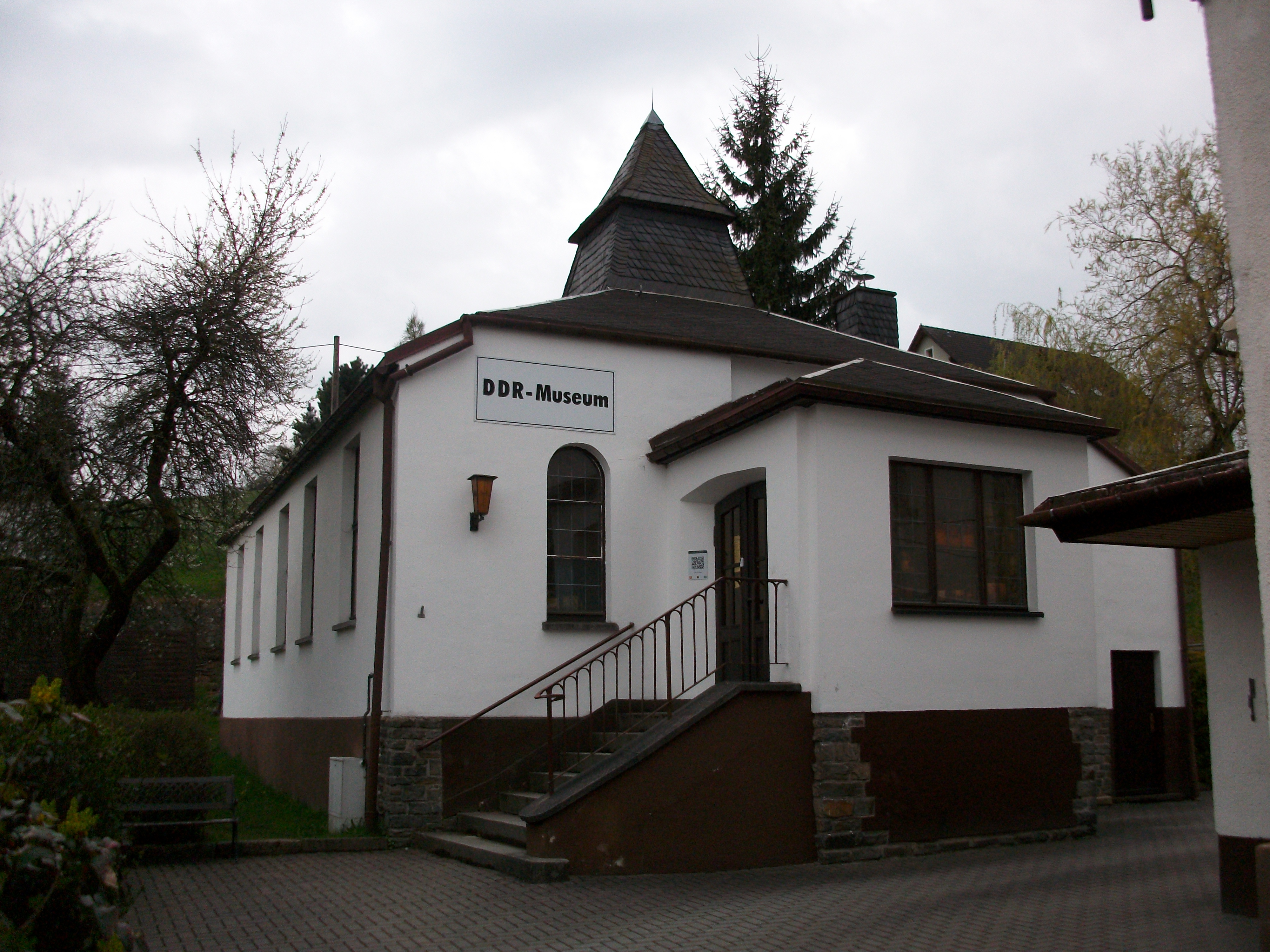
DDR-Museum Gelenau

- Erstes Deutsches Strumpfmuseum, gegründet Mitte Dezember 1992, seit 2020 bis auf Weiteres geschlossen[11]
- DDR-Museum
- Depot Pohl-Ströher, Sammlung erzgebirgischen Spielzeugs und erzgebirgischer Volkskunst[12]

## Religion
Religion in Gelenau ist geprägt von einer historisch gewachsenen evangelisch-lutherischen Tradition, Christen befinden sich heute jedoch in einer Diasporasituation. Aufgrund gesellschaftlicher Entwicklungen und der ausgeprägten religionsfeindlichen Haltung des SED-Regimes in der DDR ist die konfessionelle Bindung in der Bevölkerung stark zurückgegangen. Besonders auffällig ist, dass Gelenau mit nur 0,4 % Anteil an der Gesamtbevölkerung als der Ort mit den wenigsten Katholiken in ganz Deutschland gilt. Ortsprägend ist die spätgotische Kirche Gelenau.

## Verkehr

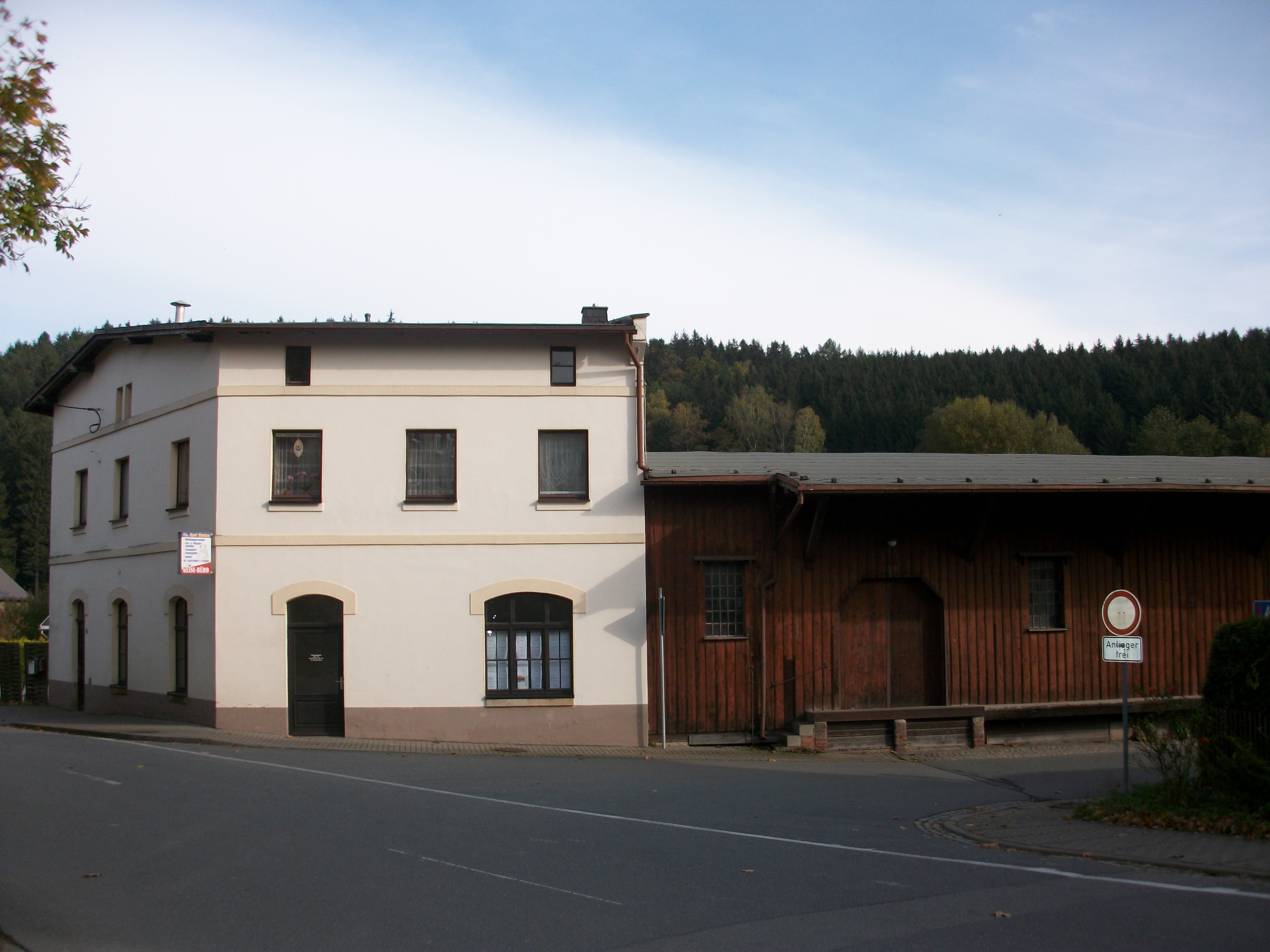
Ehemaliger Bahnhof Gelenau, Empfangsgebäude (2016)

Durch den Ort führt die Bundesstraße 95 (Chemnitz–Oberwiesenthal). Bis 1972 besaß der Ort einen Bahnhof an der Schmalspurbahn Wilischthal–Thum.
Am 26. August 2013 startete, im ersten Jahr noch im Probebetrieb, ein Ortsverkehr in Gelenau. Diese Entscheidung wurde durch eine von der Gemeinde Gelenau durchgeführte Bürgerbefragung bestätigt. Der Ortsverkehr wird vom Verkehrsunternehmen Regionalverkehr Erzgebirge GmbH betrieben.

## Sport
Gelenau ist regional vor allem für seine Ringer bekannt. Der Verein RSK „Jugendkraft 1898“ Gelenau stieg 2000 in die 2. Ringerbundesliga auf. Zehn Jahre später erfolgte der Abstieg. In der Saison 2013 stieg der RSK Gelenau wieder in die 2. Ringerbundesliga auf.
Gelenau hat außerdem einen Fußballverein, den BSV Gelenau. Im SV Gelenau sind verschiedene Sportarten in verschiedenen Abteilungen organisiert.

## Persönlichkeiten
- Christof Tendler (* um 1540–vor 1617), kursächsischer Baumeister
- Johann Gottfried Haas (1737–1815), Altphilologe, Hebraist, Romanist, Grammatiker und Lexikograf
- Louis Riedel (1847–1919), Mundartdichter
- Walter Uhlig (1925–2006), Sänger (Tenor) am Annaberger Theater
- Werner Stiegler (* 1931), Endurosportler
- Rolf Schubert (1932–2013), Maler und Grafiker
- Uwe Hübner (1951–2024), Autor
- Günter Köhler (* 1950), Entomologe und Ökologe
- Anja Herrmann (* 1980), Journalistin und Fernsehmoderatorin
- Moritz Kretschy (* 2002), Radsportler